# The Young Gods
A The Young Gods svájci együttes. 1985-ben alakultak Genfben.
A zenekar eredeti felállása a következő volt: Franz Treichler - ének, Cesare Pizzi - sampler és Frank Bagnoud - dob. Az évek alatt megtartották a trió formátumot, de a felállás többször is változott. Indusztriális zenét, experimental rockot és posztindusztriális zenét játszanak. Az együttes L'Eau Rouge című albuma bekerült az 1001 lemez, amelyet hallanod kell, mielőtt meghalsz című könyvbe. Az album továbbá a harmadik helyet szerezte meg a UK Indie Chart listán. Többször kollaboráltak Roli Mosimann producerrel is. Nevüket a Swans Young God című daláról kapták.

## Tagok
- Franz Treichler ("Franz Muse") – ének, sampler, számítógép, gitár (1985–)
- Cesare Pizzi ("Ludan Dross") – sampler, számítógép (1985–1988, 2012–)
- Bernard Trontin – dob, elektronika (1997–present)

Korábbi tagok
- Frank Bagnoud – dob (1985–1987, 2005-ben elhunyt)[6]
- Urs "Üse" Hiestand – dob (1987–1996)
- Alain Monod ("Al Comet") – sampler, billentyűk, gitár (1989–2012)
- Vincent Hänni – gitár, basszusgitár, elektronika (2006–2011)

## Diszkográfia
- The Young Gods (1987)
- L'eau rouge (1989)
- The Young Gods Play Kurt Weill (1991)
- T.V. Sky (1992)
- Only Heaven (1995)
- Heaven Deconstruction (1996)
- Second Nature (2000)
- Music for Artificial Clouds (2004)
- Super Ready/Fragmenté (2007)
- Everybody Knows (2010)
- Data Mirage Tangram (2019)